# Lago Passante
Il lago Passante è un lago calabrese posto nel cuore della Sila Piccola, compreso nei comuni di Taverna (CZ), Sorbo San Basile (CZ) e Colosimi (CS).

## Origine
Il lago è un bacino artificiale, formato attraverso lo sbarramento tramite diga in cemento armato. La costruzione è iniziata nel 1971 e si è conclusa nel 1976.

## Caratteristiche
Il lago sito nel territorio del Parco nazionale, si trova nelle vicinanza di Villaggio Mancuso, un villaggio turistico della Sila. È facilmente raggiungibile percorrendo la SS 179, statale che porta da Catanzaro sull'altipiano calabrese fino al lago Ampollino.

## Flora e Fauna
Le specie ittiche presenti sono: trota, carpa, persico reale, cavedano, alborella, savetta, carassio, scardola, anguilla.

Il 22 novembre 2011 è stato portato a termine lo svuotamento del lago per lavori alla diga, comportando la moria di migliaia di pesci, e di fatto l'annullamento di qualsiasi specie ittica.

## Impianti idroelettrici
La diga alta 65 metri e lunga 450 metri alimenta due centrali che si susseguono in serie e che generano una potenza rispettiva di 36 MW e 39 MW.

## Galleria d'immagini

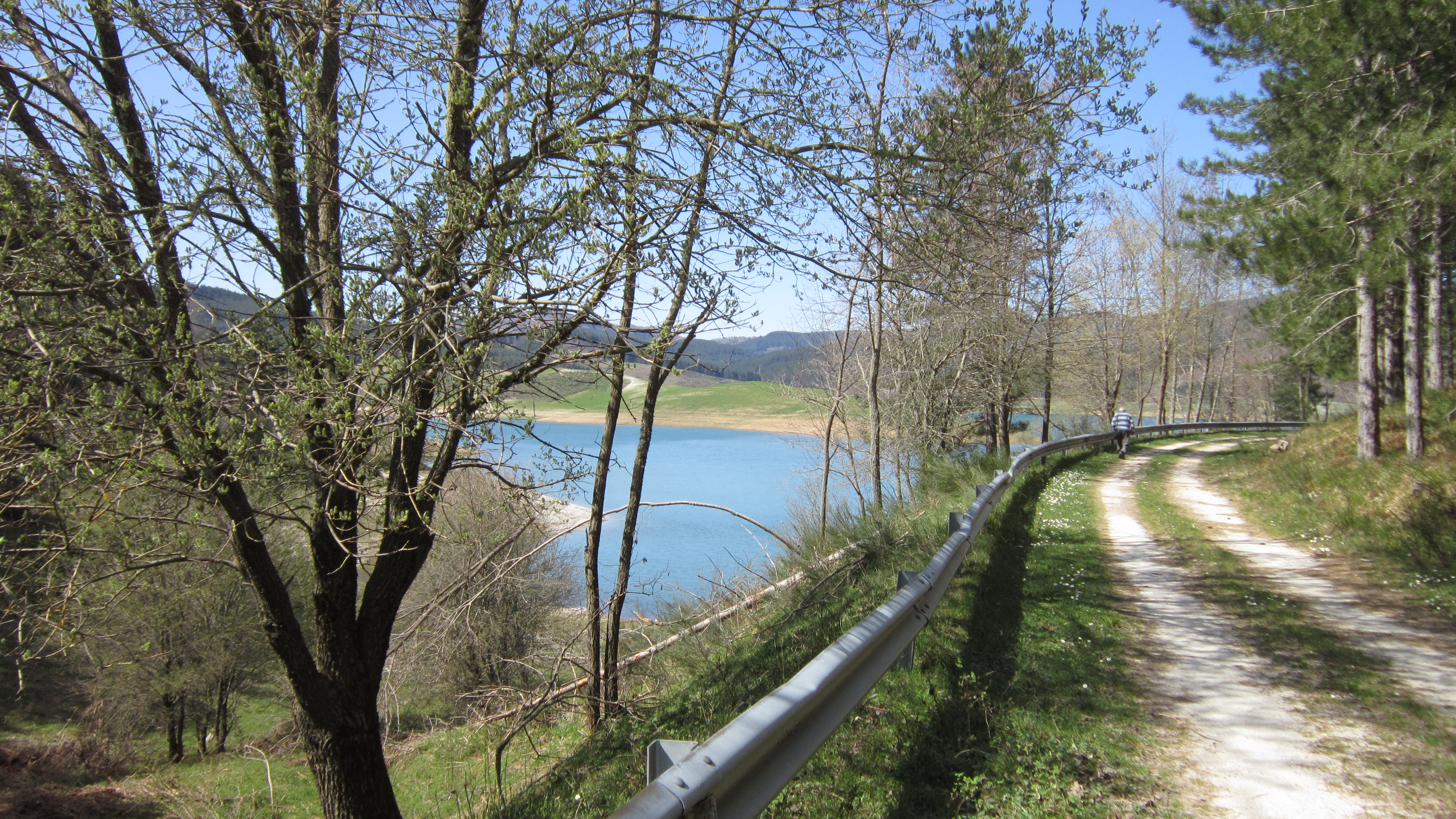
Lungolago
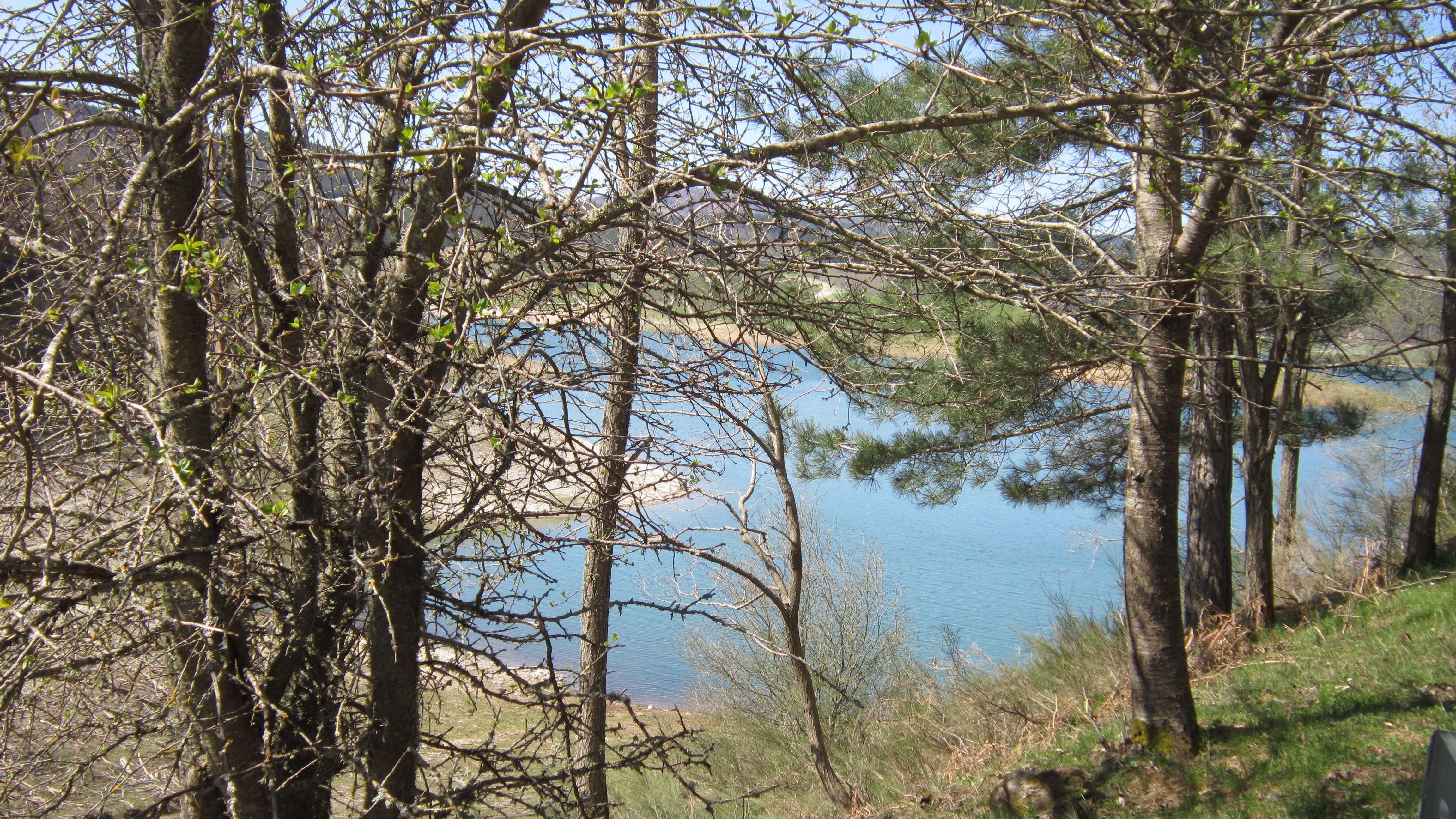
Lago Passante